# Alfa
Alfa (grčki srednji rod: Άλφα; veliko slovo Α; malo slovo α) prvo je slovo grčkog alfabeta i ima brojčanu vrijednost 1. U starogrčkom se izgovaralo kao kratko /a/ ili dugo /a:/, a u novogrčkom zadržalo je samo kratku vrijednost /a/.
Pored upotrebe u zapisivanju grčkih riječi, malim grčkim α također se označuje:
- konstanta fine strukture, fundamentalna fizikalna konstanta
- alfa-čestica
- alfa kanal, koji opisuje prozirnost u računalnoj grafici
- različiti kutevi.

Znak alfa vuče porijeklo od slova alef iz feničkog pisma koje izvorno prikazuje glavu bika. Ako se veliko slovo alfa okrene naopačke, može se još prepoznati glavu bika.
Slovo je počelo kao egipatski hijeroglif volovske glave.
| Egipatski hijeroglif volovske glave | Proto-semitic ox head      | Feničko alef | Greek alpha |
| egipatski hijeroglif volovske glave | prasemitska volovska glava | feničko alef | grčko alfa  |

Standardi Unicode i HTML ovako predstavljaju slovo grčko slovo alfa:
|                | Unikod | Unikod                     | HTML     | HTML    | izgled ovisi o pregledniku | poveznice (engl.)                |
| k. točka       | naziv  | kod                        | entitet  |         | izgled ovisi o pregledniku | poveznice (engl.)                |
| -------------- | ------ | -------------------------- | -------- | ------- | -------------------------- | -------------------------------- |
| Veliko slovo A | U+0391 | GREEK CAPITAL LETTER ALPHA | &#x0391; | &Alpha; | Α                          | detaljni podaci test preglednika |
| Malo slovo α   | U+03B1 | GREEK SMALL LETTER ALPHA   | &#x03B1; | &alpha; | α                          | detaljni podaci test preglednika |